# Euxoa kaolicussa
Euxoa kaolicussa là một loài bướm đêm trong họ Noctuidae.